# Kamenjak (Pelješki kanal)
Kamenjak je nenaseljeni hrvatski jadranski otočić. Pripada Korčulanskom otočju u Pelješkom kanalu, a nalazi se oko 400 metara od obale Korčule.
Njegova površina iznosi 0,021 km². Dužina obalne crte iznosi 0,55 km.